# Нагалык
Нагалы́к (бур. Нуга Алаг) — село в Баяндаевском районе Усть-Ордынского Бурятского округа Иркутской области, административный центр муниципального образования «Нагалык».

## Название
По некоторым сведениям, название «Нагалык» произошло от соединения двух бурятских слов — «нуга» и «алаг». В переводе название села означает «пёстрое место», что может быть связано с особенностями растительности в окрестностях населённого пункта. Согласно другой версии, «Нагалык» — от «нугарһан гол», что означает в переводе «извилистая река».

## География

### Рельеф
Расположено в просторной межгорной долине между двумя изолированными участками лесистой гряды (высоты до 900 м), протянувшейся с северо-востока на юго-запад. Севернее и северо-западнее параллельно ей протянулось ещё несколько невысоких хребтов, представляющих собой южные отроги Лено-Ангарского плато, замыкающие с северо-запада Предбайкальскую впадину. Между указанными цепями холмов расположены долины, также вытянутые с северо-востока на юго-запад. Нагалык, таким образом, находится в межгорном проходе, соединяющем одну такую долину (севернее села) с дном Предбайкальской впадины (южнее села).
Восточнее села расположена вершина указанной лесистой гряды, называемая, по некоторым данным, Улаан хада (Красная гора; 887,6 м). Это столовая гора с плоской вершиной. Её крайний западный отрог, почти у самого Нагалыка — гора Сыхек (854,9 м). Участок гряды юго-западнее села — несколько более низкий (одна из наиболее значительных высот — гора Аин, 872,9 м). К северу абсолютные высоты возрастают. Следующий хребет из числа нескольких параллельных, севернее Нагалыка, за долиной — уже местами выше 900 м.
Склоны окрестных холмов и гор — овражистые. На запад от села Нагалык уходит протяжённая ложбина, называемая «урочище Горхон». Эта ложбина ведёт к устью узкого прохода, составляющего западную часть долины между двумя параллельными хребтами. Продолжением прохода служит долина реки Ишин-Гол, в верховьях которой, у горы Ключевой, стоит деревня Кокорина.
Склоны северо-восточнее Нагалыка (южнее деревни Нуху-Нур) сильно изрезаны. В числе крупных оврагов — падь Хурай-Елга и падь Ушотэ-Елга. К югу от села, в наиболее узком месте межгорного прохода, западный склон носит название урочища Хара-Хошун, восточный — урочища Гора Мармак. Далее на юг, за отдельно стоящей горой Булагдай, располагается деревня Бадагуй, чуть севернее — деревня Молой. Юго-восточнее Нагалыка, в устье пади Нарин-Хури (у истоков которой, за горой Сыхек, находится урочище Аббэгешэ) — деревня Тыпкысыр, которая с юга ограничена урочищем Сепхарта и горой Хушун.

### Водные ресурсы
По дну межгорной впадины, в которой находится Нагалык, протекает река Каменка, село стоит на её берегах. Она берёт начало на севере, стекая с Лено-Ангарского плато, её образуют два потока — Хуш-Тологой и Шулутулун. Каменка прорезает несколько хребтов, причём проход, в котором стоит Нагалык — наиболее крупный. Севернее села она принимает свой самый значительный приток (левый) — Задай-Тологой, который течёт с северо-востока, повторяя направление долины между двумя параллельными цепями гор. Южнее села, выходя, наконец, на равнину, Каменка впадает в реку Мурин. Нижнее течение Задай-Тологоя, долина, где стоит Нагалык, и нижнее течение Каменки среди местных бурят носят общее название «Һахайская долина».
Северный склон долины, где Задай-Тологой впадает в Каменку, носит название «урочище Алдаш» (там находится полевой стан Соколовский). В самом месте соединения двух потоков, на равнине, стоит деревня Нуху-Нур. В окрестностях деревни — крупный искусственный водоём на реке Задай-Тологой и термокарстовое озеро Нуху-Нур (с бурятского — «озеро», «яма»; также именуется — «спрятавшееся озеро», «круглое озеро», «озеро без дна»). Ещё одно озеро, Хадаловское — северо-западнее Нагалыка, в горах.

### Растительность
Природная зона, в которой находится Нагалык — лесостепь. Межгорные долины и берега рек характеризуются отсутствием крупной растительности; горные гряды, напротив, поросли лесом (преимущественно берёза и лиственница).

## Население
| 2002 | 2010 | 2011 | 2012 |
| ---- | ---- | ---- | ---- |
| 522  | ↘441 | ↘439 | ↘432 |

По данным переписи 2010 года, национальный состав населения села был следующим:
- буряты — 377 чел.;
- русские — 54 чел.;
- национальность не указана — 5 чел.

По данным переписи 2002 года, в селе проживало 522 человека (256 мужчин и 266 женщин), 89 % населения составляли буряты.
По состоянию на 1981 год, в селе проживало приблизительно 320 человек.

## Улицы
Улицы
- 50 лет Округа
- Борсоева
- Ботхой
- Гол-Айл
- Киевская
- Ленина
- Лесная
- Онторог
- Подгорная
- Трактовая
- Хадай

Переулки
- Школьный[10]

## Экономика
Основа экономики — сельское хозяйство (выращивание крупного рогатого скота, переработка молочной продукции и мяса, выращивание зерновых и картофеля). Также ведутся лесозаготовки. Крупных предприятий не имеется, после распада совхоза «Баяндаевский» в селе осуществляют экономическую деятельность лишь крестьянские (фермерские) хозяйства, индивидуальные предприниматели и кооперативы. Есть несколько магазинов.

## Инфраструктура
- Нагалыкская СОШ
- Культурно-информационный центр (сельская библиотека, Дом народного творчества, народный коллектив «Ургы»)
- Нагалыкский детский сад
- Сельская врачебная амбулатория
- Почтовое отделение
- Санаторий «Нагалык»[11], в котором используется лечебная грязь озера Нуху-Нур
- Историко-этнографический музей[12]